# Ma'ad al-Mu'izz li-Dinillah

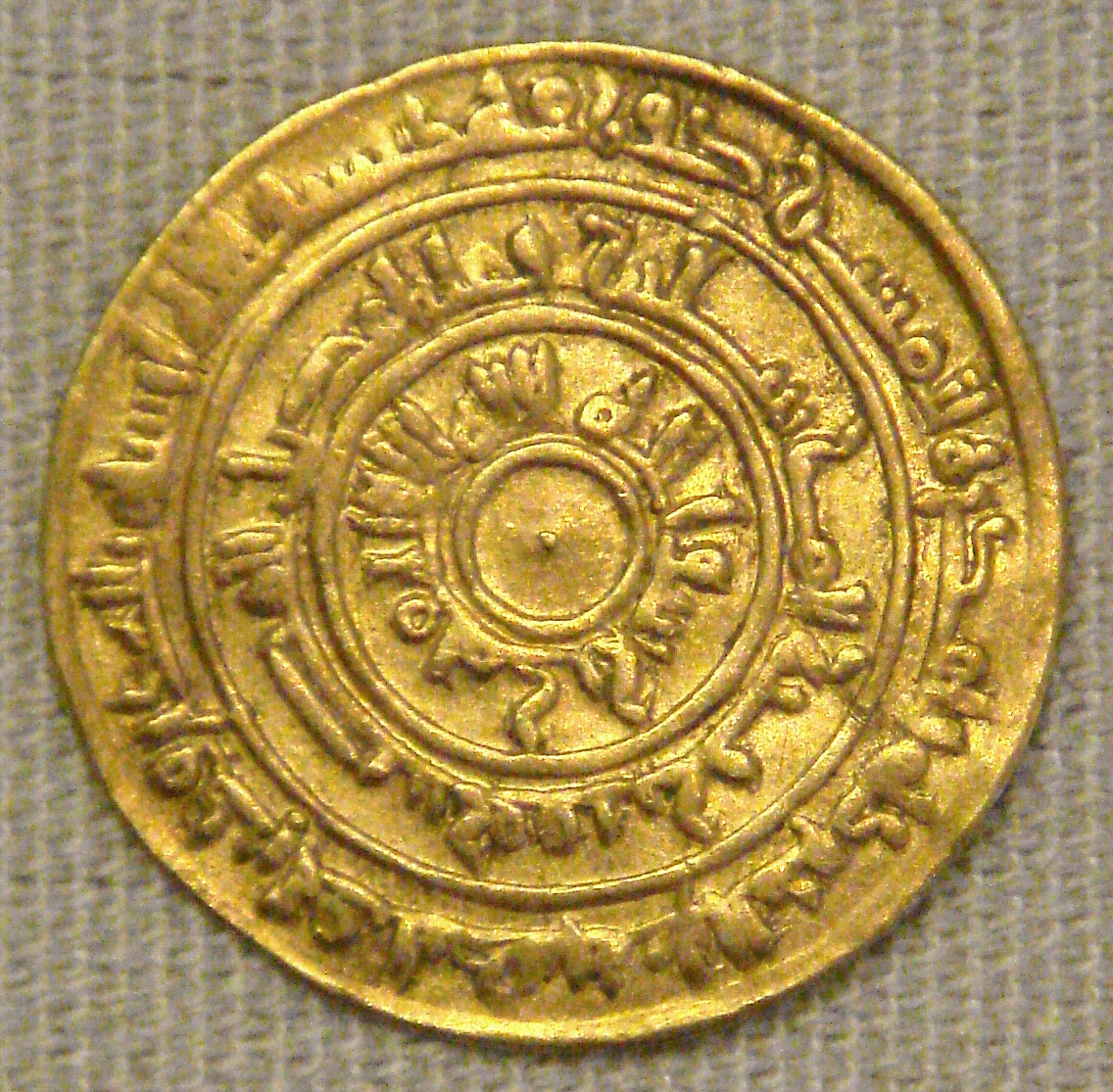
Moneda de Al-Muizz, en el Museo Británico.

Ma'ad al-Mu'izz li-Din Il-lah (932-975) (en árabe: معاذ المعز لدين الله) fue el cuarto califa fatimí, que reinó del 953 al 975, primero en Ifriqiya y luego, tras su conquista en el 969, en Egipto.
Después que los fatimíes, durante el reinado de Isma'il al-Mansur Bi-Nasrillah (946-953), hubieran sofocado la rebelión de Abu Yazid, retomaron en el de hijo Al-Mu'izz sus intentos de extender su califato por el mundo islámico y eliminar el califato abasí. Aunque los fatimíes se concentraron sobre todo en apoderarse de Egipto y Oriente Próximo, también llevaron a cabo campañas, al mando del general Chauhar al-Siqilí, contra los bereberes de Marruecos y los omeyas de la península ibérica. Al mismo tiempo, las incursiones que realizaron en Italia les otorgaron la superioridad naval en el Mediterráneo occidental, a expensas de Bizancio.
El dominio del mar allanó la conquista de Egipto, cuya dinastía reinante, la de los ijshidíes se halla en crisis. El Califato abasí, por su parte, fue incapaz de reaccionar a la invasión fatimí. El país fue conquistado con facilidad por el general Ŷawhar en 969, con la connivencia de gran parte de sus notables. Tras afianzar el dominio de la región Al-Mu'izz trasladó la residencia real de Al-Mansuriya a la nueva ciudad fundada para celebrar su victoria, Al-Qāhirat ul-Mu'izz, es decir, El Cairo. El centro del califato se trasladó así al este, a Egipto. El gobierno del Magreb se entregó a los ziríes. En Egipto, Al-Mu'izz hubo de repeler varias acometidas de los cármatas entre el 972 y el 974 antes de poder embarcarse en la reforma de las finanzas del Estado, que dirigió Yaaqub ibn Killis. A Al-Mu'izz le sucedió su hijo Abu Mansur Nizar al-Aziz Billah (975-996).
Al-Mu'izz fue famoso por su tolerancia de otras religiones, y gozó de las simpatías de sus súbditos judíos y cristianos. 
| Predecesor: Al-Mansur | Califa fatimí 953-975 | Sucesor: Al-Aziz |